# Jonny Lang
 (juin 2010).
Si vous disposez d'ouvrages ou d'articles de référence ou si vous connaissez des sites web de qualité traitant du thème abordé ici, merci de compléter l'article en donnant les références utiles à sa vérifiabilité et en les liant à la section « Notes et références ».
Pour les articles homonymes, voir Lang.
Jonny Lang, né Jon Gordon Langseth, Jr. le 29 janvier 1981 à Fargo (Dakota du Nord), est un guitariste et auteur-compositeur-interprète américain de blues, gospel, pop, rock et soul.

## Introduction
La musique de Jonny Lang est originale à plusieurs titres : une voix rauque de « blues shouter »  l’a fait comparer à des vétérans aînés du blues, voire reconnaître par ces derniers. Un jeu de guitare répondant au chant et comportant des soli très rythmiques (staccato) ainsi que des notes renforcées par un profond vibrato. Il faut associer à cela une impressionnante prestation scénique (contorsions, grimaces,  gestes vifs). Enfin, les textes de Jonny Lang ont la particularité d’être reliés à ses propres expériences de vie, souvent spirituelles. Il résulte de ces composantes une musique profondément expressive voire expressionniste et engagée, qui fait de Jonny Lang un artiste éminemment respecté de ses pairs musiciens et très suivi par une communauté de fans dans le monde entier, particulièrement friande de ses concerts.

## Biographie
Jonny Lang a commencé à jouer du saxophone à l’âge de 11 ans, puis de la guitare à 12 ans, après que son père (Jon Langseth) l’eut emmené voir le Bad Medicine blues, l’un des groupes de blues phares  sur la scène de Fargo. Conquis par ce style de musique, bien qu’écoutant alors des groupes grunge tels que les Stone Temple Pilots, Jonny Lang a tôt fait de prendre des leçons de guitare auprès de Ted Larsen, le guitariste leader du groupe. Quelques mois plus tard, il rejoint le groupe en qualité de chanteur et second guitariste. Le groupe est alors rebaptisé « Kid Jonny Lang and the Big Bang ».
Avec un chanteur âgé de tout juste 14 ans et déjà aguerri au blues, le groupe connaît un nouveau succès et déménage à Minneapolis (Minnesota) pour profiter d’une plus grande scène musicale et se faire connaître dans la région. Un premier disque indépendant sort en 1995, Smokin’ et s’écoule en peu de temps à plus de 25 000 exemplaires. C’est suffisant pour que la compagnie A&M records, l’une des majors américaines, repère le groupe et signe avec lui pour les prochains disques. Jonny Lang a 15 ans lorsqu’il signe chez A&M records, en 1996. Il enregistre ainsi son premier album pour une major, intitulé Lie to me, qui sort le 28 janvier 1996, soit la veille de ses 16 ans. L’album, d’un style très blues-rock, rencontre un succès critique et commercial important puisqu’il sera certifié platinum (plus d’1 million de copies vendues à travers le monde), fait marquant pour un si jeune artiste et pour un musicien de catégorie blues. C’est l’époque d’un certain revival du blues-rock, lié à l’émergence de plusieurs jeunes artistes se réclamant de l’école de Stevie Ray Vaughan, comme Kenny Wayne Shepherd ou Monster Mike Welch. Une tournée de concerts internationale s’ensuit en 1997 pour promouvoir les titres de l'album Lie to me, dont le plus remarqué en concert devient A quitter never wins, une reprise du titre de Tinsley Ellis.
Un an plus tard, en 1998, Jonny Lang enregistre un second album pour A&M, Wander this world, le 20 octobre 1998. Il lui vaut une nomination aux Grammy awards. Ce nouvel album tente de brasser des influences plus diverses, telles que la pop, la ballade, le rock, le funk et la soul. Il y réussit, en mettant davantage l’accent sur le chant de Jonny que sur son jeu de guitare. Ayant été élevé dans une famille où la musique Motown était très appréciée, Jonny en a gardé plus que des souvenirs. C’est un nouveau succès critique et commercial que ne fait que confirmer la nomination aux Grammys. La majorité des fans de Jonny Lang considèrent ce second album comme le sommet musical de Jonny Lang, même si les puristes du blues lui préfèrent Lie to me voire Smokin’ qui sera réédité en 2000. Les ballades Wander this world et Breakin’ deviennent des succès majeurs, permettant à Jonny Lang de conquérir des publics plus habitués à la musique mainstream.

### Petit prodige du blues
Wander this world occasionne de nouveau une tournée mondiale puis le début d’une période plus calme en l’attente d’un nouvel enregistrement, avec le producteur David Z à qui l’on doit les sons de Lie to me et Wander this world. Jonny Lang rentre en studio, enregistre enfin ce troisième album courant 2000, mais qui ne verra jamais le jour. Des difficultés personnelles telles que la mort du bassiste Doug Nelson mais surtout le mariage de Jonny Lang avec Haylie Johnson (sœur de Ashley Johnson) sont évoquées alors pour expliquer cette parenthèse forcée sans doute nécessaire après le rythme infernal des tournées incessantes depuis 1995. Le musicien lui-même analyse cette période ainsi : l’exposition prématurée d’un jeune musicien au succès l’a fait avancer sur des sentiers tortueux où l’alcool et la drogue ont joué le rôle de sirènes. La mort du père de sa femme a été le révélateur d’une crise spirituelle brutale qui résultera en sa conversion au christianisme. Cette conversion est radicale car il abandonne toutes les conduites addictives d’auparavant. En revanche, elle lui vaut des incompréhensions de la part d’amis dont il devra se séparer.
Malgré cette période de parenthèses sur le devant de la scène et dans les bacs des disquaires, il multiplie les collaborations comme chanteur ou guitariste « guest » (invité) chez des artistes de pop, folk, rock, blues et soul.

### Dans la cour des grands
En quelques années, Jonny Lang joue avec des stars comme les Rolling Stones, Aerosmith, BB King, Blues Traveler, Buddy Guy, Jeff Beck, Sting, Herbie Hancock, Hanson, The Jonas Brothers, Susan Tedeschi, Syl Johnson, Willie Nelson, Shannon Curfman, Anders Osborne et plus récemment Lee Ritenour, Cyndi Lauper, Santana et Eric Johnson. Il est également invité par Eric Clapton à se produire en 2004 puis en 2010 au Crossroads Guitar Festival. D’autre part, il participe en 2008 et en 2010 à la tournée Experience Hendrix Tour avec là encore les plus grands guitaristes du monde reprenant les titres phares de Jimi Hendrix. Jonny est remarqué aux côtés de Brad Whitford et Mato Nanji sur les chansons Fire, All Along the Watchtower, The Wind Cries Mary et Spanish Castle Magic.
Jonny apparaît également sur les écrans :
- en 1997, dans les Blues Brothers 2000 de John Landis aux côtés d’Eddie Floyd et de Wilson Pickett pour le titre 6345789 où il joue un caméo.
- en 1999, il est invité à jouer à la Maison-Blanche devant une audience où se trouve le Président Clinton. Il jouera également quelques années plus tard devant le Président Bush à l’occasion d’une cérémonie d’hommage au chanteur Smokey Robinson.

Malgré cette exposition, Jonny Lang ne semble pas très préoccupé de son image et il faut attendre 2009 pour que sorte son premier DVD personnel, enregistrement d’un live at Montreux où Jonny Lang était en première partie de B. B. King.
Les Américains peuvent néanmoins l'apercevoir à plusieurs reprises dans des émissions télévisées telles que le Jay Leno show, Conan O’Brian ou le Roseanne show.

### Long time coming
Le troisième album qui sortira officiellement est Long time coming, justement nommé. Aux difficultés précédentes s’est ajouté, entre-temps, un remaniement important des équipes dirigeantes et des catalogues du label A&M records. Long time coming  sort le 14 octobre 2001, et marque une rupture musicale encore plus grande. L’album est plutôt bien accueilli par la critique, bien que moins que ses prédécesseurs. Il est en revanche accueilli avec plus de scepticisme par nombre de fans, ceci du fait d’une orientation plus pop-rock et du choix d’un producteur (Marti Frederiksen) pour un son plus orienté FM, les chansons de Jonny Lang passant jusque-là assez peu sur les stations pop-rock principales. Beaucoup de fans s’avèrent déçus d’avoir attendu cinq ans pour écouter un album plus consensuel, voire lisse, en tout cas résolument pop-rock.
En revanche, cet album marque un tournant dans le fait qu'il s’investit de plus en plus dans l’écriture et la composition, et y révèle de plus en plus un attrait pour le spirituel. Ce sera encore plus net dans son quatrième album, Turn around, où les références à Jésus et aux valeurs du christianisme sont omniprésentes et totalement assumées.

### Turn around
Sorti en 2006, Turn around (« volte-face » en français) opère un renversement radical sur le plan de la musique mais aussi des textes. Il rompt à la fois avec la période blues puis avec l’aparté pop-rock, en proposant une sorte de néo-gospel où l’orgue et le chant dominent. Hormis le titre-phare, Turn around, on relève peu d’éclats à la guitare dans cet opus. En revanche, le chant se fait tantôt pressant, tantôt rassurant, mais dans tous les cas en référence à la vie spirituelle et aux engagements chrétiens tels que le pardon, l'action de grâces et la prière, ou encore à des personnes comme Martin Luther King. L’album séduit la critique, et augure un retour en grâce de la part d’anciens fans, appréciant davantage le style gospel, plus authentique et original que le style pop-rock commercial. L’artiste reçoit un Grammy pour cet album dans la catégorie Gospel. 
Cette rupture musicale était prévisible pour certains, car Jonny s’était progressivement séparé de ses musiciens pour en recruter de nouveaux, plus proches du Gospel et du milieu chrétien. Nombre de chrétiens se sont réjouis de voir Jonny Lang rejoindre leurs rangs, pour apporter son témoignage dans le domaine de la musique avec la fougue qu’on lui connaît. Jonny Lang étant reconnu comme possédant une personnalité humble et mesurée dans la vie quotidienne, contrairement à ce que ses prestations pourraient laisser croire, il semble également naturel que la foi et la méditation aient une place de choix dans sa vie d’époux et de père (11 ans de mariage et 3 enfants en 2011). En synthèse, on peut considérer l’album « Turn around » comme une synthèse intelligente entre musique (vie publique) et foi (vie privée). Le fait que Jonny Lang se montre beaucoup plus communicatif lors de ses  concerts et lors de ses rencontres avec les fans corrobore cette thèse. L’homme heureux, unifié, communique plus facilement que l’homme frustré, aigri ou imbu de lui-même.

### Fight for my soul
2013 marque une nouvelle année phare pour Jonny Lang, qui signe chez Concord records (États-Unis) et chez Mascot Label Group (Europe et UK), et sort le 2 septembre en Europe/UK et le 17 septembre aux États-Unis son 6e album, Fight for my soul. Cet album, qui arrive après sept ans d'attente à la suite du remarquable Turn around, offre d'une certaine manière une nouvelle synthèse des genres musicaux déjà explorés dans les précédents opus. Cette longue absence est principalement due aux tournées incessantes et aux obligations personnelles de Jonny Lang, père désormais de 4 enfants avec la venue au monde de Lilou Jaymes en mai 2013.
Tandis que Lie to me était orienté blues-rock, Long time coming pop-rock et Turn around gospel, Fight for my soul à l'instar de Wander this world est plus complexe et plus composite. Cela est dû au fait qu'il enregistré les chansons sur plusieurs années, dont certaines qu'il avait déjà écrites mais qui détonaient par rapport aux précédents albums et ne pouvaient donc y figurer. L'originalité de Fight for my soul réside d'une part en une habileté croissante de Jonny dans le chant falsetto. Il sait garder sa voix rauque et descendre dans les graves, mais il rappelle à certains moments Stevie Wonder voire Michael Jackson dans des morceaux tels que Breakin'in ou Blew up the house D'autre part, le musicien fait la part belle aux arrangements complexes de cordes, en témoignent les saisissants Seasons et I'll always be, qui de l'aveu même de Jonny Lang sont les titres qu'il préfère, même s'ils surprennent les fans de toujours à la première écoute. Enfin, c'est la première fois que Jonny Lang enregistre un album avec ses musiciens de tournée, en plus de 15 ans de métier.
Sur Fight for my soul, les ballades What you're looking for et Fight for my soul s'imposent d'emblée avec des mélodies efficaces. Il reste à voir quels morceaux de l'album le Jonny Lang band reprendra pour la tournée internationale (US + UK/Europe) qui doit débuter en septembre 2013 et qui relancera la notoriété de Jonny Lang auprès d'un plus large public.

### Équipement musical
Jonny Lang utilisait tout d’abord des guitares de chez Benedict, puis pendant des années des Telecaster (Fender). Sa guitare fétiche a longtemps été le modèle Telecaster thinline MN NT natural wood, un modèle avec ouïes très élégant. Dernièrement, on l’a vu avec une Gibson Les Paul. La Telecaster thinline était complétée de micros Bill Lawrence (500L Neck, 500XL bridge) avec un Seymour Duncan P-90 au milieu. Sans oublier une pédale Route 66 de Visual Sound et une réédition de Wah Wah Vox 847 pour quelques chansons. En concert, il joue avec des amplificateurs Fender Deluxe Reverb Reissue. Pour l’Experience Hendrix Tour, il a également utilisé une pédale Fuzz Face Arbiter et un Electro Harmonix POG.

## Entourage
De 1994 à 1996, le groupe s’intitulait « Kid Jonny Lang and the Big Bang ». Il était constitué des membres fondateurs du Bad Medicine Blues Band : Ted "Lightnin' Boy" Larsen à la lead guitar, son frère Michael Rey Larsen à la batterie, et Jeff Hayes à la basse. Le claviériste Bruce McCabe a rejoint le Big Bang en 1995 après que Lang et ses équipiers de Fargo l’aient impressionné en ouverture de son propre groupe d’alors, The Hoopsnakes. On devra à Bruce McCabe l’écriture de nombreux titres phares du futur Jonny Lang band (Rack’em up, Still rainin’, etc.)
De 1996 à 2004, Paul Diethelm rejoint Jonny comme guitariste rythmique, Jonny devenant alors le lead guitariste en remplaçant Ted Larsen, en plus d’être le chanteur. Doug Nelson devient le bassiste attitré du groupe, et Billy Thommes le batteur. Bruce Mc Cabe a été ponctuellement remplacé à plusieurs reprises en 2003 et 2004 par Donnie LaMarca. Doug Nelson meurt d’un tragique accident de la route en 2000 et se trouve remplacé par Billy Franze, qui est à son tour remplacé par Jim Anton (toujours actif au sein du Jonny Lang band) en 2003. Jim Anton est le musicien qui a donc le plus tourné avec Jonny Lang. Le saxophoniste David Eiland rejoint également le groupe en 2000, et sera remarqué lors de duels entre guitare-saxophone épiques, complétant un duel guitare-guitare déjà très impressionnant entre Jonny Lang et Paul Diethelm.
En 2005, à l’occasion d’une tournée acoustique mondiale à l’occasion de la sortie de « Long time coming », Jonny remplace tous ses musiciens à l’exception du bassiste. Il recrute Reeve Carney à la guitare rythmique, Reeve assurant de nombreuses premières parties du Jonny Lang Band  avec son propre groupe entre 2005 et 2007. Le groupe entre 2005 et 2007 se compose alors de l’organiste Charles Jones (puis Bill Brown), du batteur Barry Alexander. Depuis 2008, le Jonny Lang band officie avec  :
Akil Thompson(Guitar), Jim Anton(Bass), Dwan Hill(Keys), Barry Alexander(Drums), Jason Eskridge(Vocals). Jessica Langseth, la sœur de Jonny, rejoint le groupe au printemps 2011 pour assurer les chœurs avec Jason Eskridge. Jessica (Jesse) Langseth chante depuis de nombreuses années et a été demi-finaliste de la 8e saison d’American Idol. Elle est remplacée courant 2012 par Missi Hale, chanteuse et choriste qui a travaillé avec le producteur Tommy Sims.
À l'occasion de la tournée 2014 en Europe, Jonny s'entoure de Court Clement (guitare), Calvin Turner (basse),  Charles Jones (keyboards) et Barry Alexander (batterie).

## Discographie
- 1995 - Smokin’ (en tant que Kid Jonny Lang & The Big Bang)
- 1997 - Lie to Me
- 1998 - Wander This World
- 2003 - Long Time Coming
- 2006 - Turn Around
- 1999 - Live at Montreux (DVD)
- 2010 - Live At The Ryman
- 2013 - Fight For My Soul
- 2017 - Signs

## Filmographie et apparitions télévisées
- 1998 : Blues Brothers 2000
- 1998 : The Drew Carey Show episode In Ramada Da Vida (caméo)
- 2010 : The Tonight Show with Jay Leno

### Articles et liens utiles
- Hagbergh, Amy Hammond. Total Turn Around. Living Light News. 2006.
- Excerpts from Sara Groves Interview with Jonny Lang. Original is unrecoverable.
- "Jon Bon Jovi, Queen Latifah go gospel for "Day"". Reuters. March 27, 2009.
- "NBC Video Rewind". NBC. April 16, 2009.
- "MusicRadar: Eric Johnson - preview of single "Austin"